# Royal Scots College
El Real Colegio de Escoceses (en inglés, The Royal Scots College) es un seminario católico con sede en Salamanca, España.
Fundado en 1623 como el Seminario de Colegiales Seglares Escoceses en la Villa de Madrid, abrió sus puertas en Madrid en julio de 1627, fundado por el coronel escocés William Semple (o Sempill) y su esposa, María de Ledesma, en la casa que Felipe III le había dado en concepto de pagos atrasados de sueldos («sus casas principales de la calle que va desde el Postigo de San Martín a la Red de San Luis, que solían nombrarle Jacome de Trenzo, que pertenecían a la Real Hacienda...») y que antes había pertenecido al escultor italiano afincado en Madrid, Jacometrezo,
En 1771, el colegio se traslada a Valladolid y en 1988 se traslada a Salamanca.
El primer patrono perpetuo del seminario es Gaspar de Guzmán, conde-duque de Olivares.

Según la escritura de su fundación, firmada en mayo de 1623, estipula que los seminaristas: 
| ... han de fer naturales Efcocefes de nacimiento, procurando fu mayor calidad y virtud y de quien fe prometan que prometen más fruto en el bien de los almas y fe han de exercitar el tiempo que fuere neceffario en el eftudio de Gramática, y Filofofía, la Theología, Controverfias y fagradas Efcrituras, para que en quando en todo ello eftubieron capazes, vayan a dicho Reino de Efcocia a la predicción de el Evangelio y converfión de los hereges... y anfi fe vayan continuando todo el tiempo que durare dicha converfión. | ... Scottish by birth, preferably those of superior character and virtue and those who promise more fruit in the welfare of souls, and they have to spend whatever time may be necessary in studying Grammar and Philosophy, Theology, Controversies and Sacred Scripture, so that when they are well versed in all of these, they may proceed to the said Kingdom of Scotland to preach the Gospel and convert heretics... thus the matter will continue for as long as the aforesaid conversion may require. |

Como señala Javier Burrieza Sánchez, historiador especializado en la historias de las órdenes religiosas, poco después la expulsión de los jesuitas de España por orden de Carlos III en 1767, Valladolid se convierte en la «capital del exilio católico británico» ya que, en 1778, se traslada al antiguo Colegio de San Ambrosio de Valladolid, cedido expresamente por el monarca para este fin y donde permanecerá hasta 1988, cuando se traslada a Salamanca.
En 1777, en agradecimiento por las gestiones realizadas por Pedro Rodríguez de Campomanes, primer conde de Campomanes, el ministro de Hacienda del primer gobierno reformista del reinado de Carlos III dirigido por el primer ministro, el conde de Floridablanca y al año siguiente de su publicación, Juan (John) Geddes, el primer rector del Colegio en su nueva sede de Valladolid, y amigo de Robert Burns, traduce al castellano parte de La riqueza de las naciones, de Adam Smith. Tras interrumpirse la traducción, posiblemente por asuntos relacionados con la Inquisición, en 1785 el propio Smith le encarga al sucesor de Geddes, Alejandro Cameron, hacer llegar al conde de Campomanes una copia del libro.
La biblioteca del colegio posee, en dos tomos, una colección única de diecinueve obras del teatro londinense de las épocas jacobina y carolina. Destaca un ejemplar de The Two Noble Kinsmen (Los dos nobles caballeros), de William Shakespeare y John Fletcher. La noticia del hallazgo se publicó en julio de 2020 en la revista de Oxford University Press Notes & Queries en un artículo firmado por el historiador literario John Stone, de la Universidad de Barcelona. Obtuvo una gran difusión en el mundo anglófono en septiembre de 2020 gracias a una noticia publicada por la BBC.